# Rungu (arma)
Un rungu ( swahili, plurale marungu ) è un bastone da lancio dal potente simbolismo nelle culture tribali dell'Africa orientale. È particolarmente associato ai morans (guerrieri maschi) dei Masai che lo hanno tradizionalmente usato in guerra e per la caccia. È un souvenir turistico comunemente incontrato in quella parte del mondo.
I rungu sono tipicamente lunghi circa 45-50 cm (18-20 pollici) con un manico lungo e stretto e una pesante manopola o palla all'estremità, alla maniera di altri randelli indigeni come lo Shillelagh irlandese o il Knobkerrie sudafricano.
Nella cultura Masai, il rungu è un importante emblema dello status di guerriero per i giovani maschi. Un rungu speciale è tenuto dall'oratore designato in occasione di importanti raduni tribali. Sebbene gli esempi utilitaristici siano fatti di semplice legno duro, il rungu cerimoniale può essere intagliato in modo elaborato o realizzato con altri materiali. Le donne locali sono ampiamente impiegate nella cucitura di perline decorative sui manici di quelli realizzati per il turismo.
L'ex presidente del Kenya Daniel Toroitich arap Moi è stato solitamente visto in importanti funzioni pubbliche con in mano un elegante rungu d'avorio con punta d'oro o d'argento. Lo chiamava il suo fimbo ya nyayo (swahili, "bastone di Nyayo - 'Nyayo' era un soprannome che si riferisce al presidente Moi") e lo batteva su un tavolo quando era arrabbiato, a volte rompendolo.